# Кућа на језеру
Кућа на језеру (енгл. „The Lake House“) је америчка романтична драма из 2006. године са Кијану Ривсом и Сандром Булок у главним улогама.
Филм се налази на 26. месту на листи најкомерцијалнијих љубавних драма свих времена.

## Улоге
| Глумац           | Улога        |
| ---------------- | ------------ |
| Сандра Булок     | Кејт Форстер |
| Кијану Ривс      | Алекс Вилер  |
| Шоре Агдашлу     | др. Ана      |
| Кристофер Пламер | Сајмон Вилер |
| Лин Колинс       | Мона         |
| Дилан Волш       | Морган Прајс |